# Войтівська волость (Переяславський повіт)
Войтівська волость — адміністративно-територіальна одиниця Переяславського повіту Полтавської губернії з центром у селі Войтове.
Станом на 1885 рік складалася з 9 поселень, 25 сільської громади. Населення — 9416 осіб (4669 чоловічої статі та 4747 — жіночої), 1877 дворових господарств.
|                     | Площа, десятин | У тому числі орної, дес. |
| ------------------- | -------------- | ------------------------ |
| Сільських громад    | 11101          | 9980                     |
| Приватної власності | 10058          | 7896                     |
| Іншої власності     | 313            | 266                      |
| Загалом             | 21472          | 18142                    |

Поселення волості:
- Войтове — колишнє державне та власницьке село при річці Недрі за 52 версти від повітового міста, 1758 осіб, 382 двори, православна церква, школа, 2 постоялих будинки, 3 лавки, водяний і 27 вітряних млинів, 2 маслобійних заводи.
- Великий Крупіль — колишнє державне та власницьке містечко при річці Недрі, 1107 осіб, 232 двори, православна церква, 2 постоялих будинки, 5 ярмарків на рік, 37 вітряних млинів, маслобійний завод.
- Лукаші — колишнє державне село при річці Сухоберезиця, 1351 особи, 264 двори, православна церква та 64 вітряних млинів.
- Лук'янівка — колишнє державне та власницьке село при річці Березанка, 972 особи, 192 двори, православна церква, постоялий будинок, 2 постоялих будинки, 26 вітряних млинів і винокурний завод.
- Малий Крупіль — колишнє державне та власницьке село при річці Недрі, 700 осіб, 157 дворів, постоялий будинок та 25 вітряних млинів.
- Рудницьке — колишнє державне та власницьке село при річці Березанка, 794 особи, 157 дворів, православна церква та 25 вітряних млинів.
- Софіївка — колишнє державне та власницьке селище при річці Березанка, 553 особи, 100 дворів, постоялий будинок, 9 вітряних млинів.
- Усівка — колишнє державне та власницьке село при річці Супій, 1736 особи, 379 дворів, православна церква, постоялий будинок, 2 постоялих будинки та 56 вітряних млинів.